# 2-amino-2-methylpropaanzuur
2-amino-2-methylpropaanzuur, ook bekend als 2-aminoisoboterzuur en daarom afgekort tot AIB, is door de twee geminale methylgroepen op het α-koolstofatoom een aminozuur dat niet chiraal is. Hoewel het aminozuur is aangetroffen in alamethicine, een antibioticum uit een schimmel, en sommige antibiotica, is het geen proteïnogeen aminozuur. In peptiden met AIB treedt de vorming van helices makkelijk op en in oligomeren van AIB zijn moleculen met 3 tot 10 windingen beschreven.

## Synthese
De laboratoriumsynthese van AIB bestaat uit een aantal klassieke organische reacties. Uitgaande van aceton wordt met natriumcyanide het cyanohydrine gemaakt dat met ammoniak in het overeenkomstige cyanoamine wordt omgezet. Hydrolyse van de cyanidegroep leidt dan tot 2-amino-2-methylpropaanzuur.